# Kundalini
A kundalini (szanszkrit kuṇḍalinī, dévanágari:कुण्डलिनी) hindu vallásfilozófiai fogalom,  látens lélektani erő, sakti (kozmikus erő), amely minden emberben létezik.  A  tantra egyik alapvető fogalma. A hindu tantrikus anatómiában a leginkább létfontosságú elem az emberi testben, egy alternatív élettani rendszer, amelyik, az anyagi mellett egy párhuzamos síkon létezik, és amelyiknek vannak kapcsolatai és kihatásai az anyagi testre.

## Etimológia
A kundalini szanszkrit szót a következő tövekre lehet bontani, amelyek pontosítják ezt a fogalmat:
- kundalin = tekercs, spirál (a kundalam szóból, amely kört vagy csavart jelent)
- kun = föld
- da = adni vagy "az adományozó"
- lini = állandó tudatosság, ami az alfában és ómegában, azaz a kezdetben és a végben fejeződik ki.

A kundalini-t meghatározhatjuk úgy, hogy "a kígyózó föld-energia", és amikor az Adományozó megáldja, tudatossággal ajándékozza meg az egyént. A legtöbb, a témával foglalkozó irodalom egy összetekeredett kígyóhoz hasonlítja, amely felébredésre vár.

## A csakrák, sakti és a kundalini
A finomtest rendelkezik a pszichés központok hét darabból álló készletével (csakrák), vizuálisan ez úgy képzelhető el, hogy a sokszirmú lótuszvirág végigfut a gerincen, amelyhez három függőleges csatorna segítségével csatlakozik. Minden csakra az emberi energiák finom elemeit (tanmatrák)  egyúttal a szent hangokat jelképezi. A csakrák felett és alatt az istenek  testi lakhelyei találhatók, Siváé (tudatosság) és a Sakti istennőé (erő és hatalom), akik a világegyetemet uraló  két isteni elvet testesítik meg, amelyeken keresztül az egész világegyetem létrejött. Az alapul szolgáló feltételezés mögött az a  homológián (hasonlóságon) alapuló, az Upanisadokban is dokumentált  koncepció, áll amely a makrokozmosz és a mikrokozmosz viszonyához teszi hasonlóvá az emberi testet.
A kundalini az egyetemes sakti egyik aspektusa,  ami jelen van minden emberben;  úgy képzelhető el, mint a muládhára-csakra, a lélek legalacsonyabb szintű központjában fekvő  háromszorosan összetekeredett kígyó. Bár a kundalini megtalálható minden emberben, általában nyugalmi állapotban van, szimbolikusan elképzelve mintegy „feltekercselt” állapotban.
Egyes tanok alapján a jóga egyik célja az, hogy felébresszék a kundalinit a finomtestben úgy, hogy egy guru segítségével a tantrát gyakorló letekercseli azt, és elindítja a finom test központi csatornáján (szusumna) felfelé, miközben az mozgása közben áthatol az útjába kerülő finom csakrákon és a nádiknak nevezett energiacsatornákon át. A kundalini felemelkedése jelenti a lelki energia tényleges ébredését. Emelkedése közben a kundalini egyszerre egy csakrát és a neki megfelelő aurát stimulálja. Ezzel megtisztulásra sarkallja a csakrát és az auraréteget.
A leírások alapján ezt az ébresztést egy guru, spirituális tanító felügyelete alatt ajánlott elvégezni, hogy az megakadályozza a tanítvány tudatában felébredő ellenőrizhetetlen erők létrejöttét. A csakrák áttörése után a kundalini (sakti) kiemelkedik Siva mikrokozmikus birodalmába, és fején koronaként örökkévalóan egyesül Sivával.

## A kundalini felébresztése
A kundalini felébresztése előtt szükséges:
- déha suddhi - a test megtisztítása
- nádi suddhi - az asztrális csatornák megtisztítása
- mana suddhi - az elme megtisztítása
- buddhi suddhi - az értelem megtisztítása
- bhúta suddhi - az elemek megtisztítása
- ádhára suddhi - az ádhára megtisztítása

A suddhi vagy megtisztulás után a sziddhi vagy tökéletesség magától bekövetkezik. A sziddhi (tökéletesség) nem lehetséges suddhi (tisztaság) nélkül.
A jóga mesterei arra figyelmeztetnek, hogy ha az előzetes megtisztulás el volt hanyagolva, vagy nem volt elég energikus, akkor a felébresztett erő  egyfajta "vámpirikus transzformátorrá" válik és az erő "démonokat" táplál. Ahhoz, hogy a kundalini felébredésének pozitív előnyeit élvezzük, erkölcsi és testi tisztaságot megcélzó életre van szükség, ellenkező esetben a kundalinit negatív energia hívja elő, ami veszélyes helyzetekbe vihet; komoly egészségi problémát okozhat vagy akár bűnözésre is kényszeríthet.
A kundalínit a jógik a pránájáma, az ászanák, a mudrák segítségével és az elme szabályozásával ébresztik fel, a bhakták odaadással és teljes önátadással, a dnyáník mélyreható elemzéssel, a tántrikák pedig mantrák recitálásával; de felébredhet a guru kegyelméből is, annak szankalpája (gondolata) által.
A kundalini-jóga célja a szamádhi, vagyis a magasabb szellemi állapotban megvalósuló extázis (a tudati koncentráció intenzív állapota), melynek során a szubjektum és objektum megszűnik külön létezni. Ezt az állapotot különféle meditációs technikákkal lehet elérni.

## Jutalmak
A legerőteljesebb jutalmak, amelyekben a kundalini részesíthet:
- tettrekészség, hogy javítsunk egészségi állapotunkon
- önkontroll gyakorlása
- a kísértések örömteli tettekké való változtatása
- régi "sebek" begyógyítása
- spirituális tevékenységre szólít fel
- feddhetetlen viselkedésre bátorít
- bámulatos önbizalom
- fokozott tudatosság a szociális, szexuális, étrendi és testi szükségleteket illetően
- a médiumi tehetség erősödése
- egység Istennel

A kundaliniben hívők szerint ennek az erőnek a segítségével gyógyítottak a szentek, a próféták, az indiai guruk és egyes nézetek szerint kapcsolatba hozható a Bibliában említett jézusi csodatételekkel. Állítólag ezt az erőt hívták segítségül az ausztráliai bennszülöttek, hogy azonnal meggyógyítsák a törött csontokat vagy utat találjanak a szélfújta sivatagban.
A számos egyéb, paranormális jutalmat a keresztény kultúrkörben a Lélek erejének is nevezik, a bennszülött kultúrákban vajákos vagy sámán képességeknek, a metafizikai világban szellemi jelenségeknek, a hinduizmusban sziddhiknek, azaz isteni képességeknek, a buddhizmusban abhidzsnyának, amelyek a kundalini megvilágosodásának folyamata révén nyilvánulnak meg.